# Каспичан (село)
 Тази статия е за селото.  За града с това име вижте Каспичан.  
Каспичан е село в Североизточна България. То се намира в община Каспичан, област Шумен.

## География
Село Каспичан е разположено непосредствено до южната част на град Каспичан.

## Редовни събития
Празникът на селото се отбелязва всяка година на 9 май.

## Население
Численост на населението според преброяванията през годините:
| Година на преброяване | Численост |
| 1934                  | 1627      |
| 1946                  | 1537      |
| 1956                  | 1674      |
| 1965                  | 1702      |
| 1975                  | 1697      |
| 1992                  | 1479      |
| 2001                  | 1570      |
| 2011                  | 1356      |
| 2021                  | 1055      |

### Етнически състав

#### Преброяване на населението през 2011 г.
Численост и дял на етническите групи според преброяването на населението през 2011 г.:
|                     | Численост | Дял (в %) |
| Общо                | 1356      | 100,00    |
| Българи             | 300       | 22,12     |
| Турци               | 383       | 28,24     |
| Цигани              | 501       | 36,94     |
| Други               |           |           |
| Не се самоопределят |           |           |
| Неотговорили        | 119       | 8,77      |

## Забележителности
Православен храм „Св. Илия“ от средата на XIX век.